# Horadandia atukorali
Horadandia atukorali is een  straalvinnige vissensoort uit de familie van karpers (Cyprinidae). De wetenschappelijke naam van de soort is voor het eerst geldig gepubliceerd in 1943 door Deraniyagala.
De soort staat op de Rode Lijst van de IUCN als niet bedreigd, beoordelingsjaar 2010.